# 静岡県道347号波勝崎線
静岡県道347号波勝崎線（しずおかけんどう347ごう はがちざきせん）は、静岡県賀茂郡南伊豆町内を通る一般県道である。

## 概要

### 路線データ
- 起点：静岡県賀茂郡南伊豆町伊浜（波勝崎）
- 終点：静岡県賀茂郡南伊豆町伊浜字木端狭間（国道136号交点）

## 沿革
- 1972年（昭和47年）10月31日 - 認定[1]

## 地理

### 通過する自治体
- 静岡県賀茂郡南伊豆町

### 接続する道路
- なし（起点：南伊豆町伊浜、波勝崎）
- 国道136号（マーガレットライン）（終点：南伊豆町伊浜字木端狭間）

### 周辺
- 波勝崎
- 富士箱根伊豆国立公園
- 波勝崎苑（野猿公園）